# Euporus nasutus
Euporus nasutus là một loài bọ cánh cứng trong họ Cerambycidae.